# Chroman draselný
Chroman draselný je žlutá krystalická látka se vzorcem K2CrO4.

## Výroba
Tato látka se běžně vyrábí reakcí oxidu chromitého s hydroxidem draselným za přítomnosti oxidačního činidla, v tomto případě dusičnanu draselného:

2Cr2O3 + 8KOH + 6KNO3 —t→ 4K2CrO4 + 4H2O + 6KNO2

V minulosti se tato látka vyráběla průmyslově zahříváním chromitu (FeCr2O4) s potašem (K2CO3) na vysokou teplotu, vzniklé množství chromanu draselného bylo rozpuštěno ve vodě a odfiltrováno od nerozpustných nečistot. Vzniklý produkt byl silně znečištěn, pro původní účely to ale bylo dostačující.

## Reakce
V kyselém prostředí (nejčastěji s kyselinou dusičnou, s mnoha dalšími reaguje jinak!) se dvě molekuly chromanu draselného spojují za vzniku dichromanové molekuly, dle rovnice:

2K2CrO4 —HNO3→ 2K+ + K2Cr2O7

Průběh reakce je doprovázen změnou barvy roztoku ze žluté do oranžova.

V extrémně kyselém prostředí (opět s kyselinou dusičnou) se spojují tři molekuly za vzniku trichromanu, dle rovnice:

3K2CrO4 —HNO3→ 4K+ + K2Cr3O10

Roztok mění barvu z jasně žluté barvy přes oranžovou až po krvavě červenou barvu, způsobenou trichromanem draselným.
S kyselinou sírovou reaguje za vzniku kyseliny chromové, ta se pak dále rozpadá na oxid chromový.

K2CrO4 + H2SO4 → H2CrO4 + K2SO4 → H2O + CrO3 + K2SO4

S kyselinou chlorovodíkovou reaguje za vzniku chloridu draselného, chromitého a chloru:

2K2CrO4 + 12HCl → 4KCl + 2CrCl3 + 6H2O + Cl2
Dále tato látka reaguje s dusičnanem olovnatým za vzniku chromanu olovnatého, též zvaný chromová žluť:

K2CrO4 + Pb(NO3)2 → PbCrO4 + 2KNO3

## Využití
Dříve se tato látka ve velké míře používala již zmíněnou reakcí na výrobu chromové žluti. Její používání se však v Evropě pro toxicitu a karcinogenitu již omezuje, stále je však ve velké míře užíváno ve Spojených státech.

Tato látka se dále využívá v chemickém průmyslu, zejména pak na syntézu dichromanu s celou řadou užití.

## Bezpečnost
Tato látka je velice jedovatá při požití. Tato látka je taky karcinogenní, při vdechování je spojován s rakovinou plic. Při smíchání s hořlavými látkami dochází často ke vznícení, jedná se totiž o silné oxidační činidlo.